# Тайваньский пролив
Тайва́ньский проли́в (Тайваньхайся́, кит. 台灣海峽; устар. Формо́зский проли́в, Фуцзя́ньский проли́в) — пролив между восточным берегом материковой Азии и островом Тайвань.
Основные порты, расположенные в проливе: Гаосюн, Фучжоу и Сямынь.

## География
Тайваньский пролив соединяет Южно-Китайское и Восточно-Китайское моря. Длина пролива составляет около 400 км, ширина — 130—380 км. Наименьшая глубина на фарватере — 60 м, максимальная — до 1773 м. В зимний период течение в проливе (скорость около 1 км/ч) направлено на юг-запад, летом — на северо-восток. Сильно выражены приливые эффекты — в северной части до 7,5 м. Скорость приливных течений доходит до 6,5 км/ч.
Материковый берег пролива изрезан заливами с множеством островов, с тайваньской стороны берег ровный. В южной части пролива расположен архипелаг Пэнху.

## Тоннель
В 2002 году стало известно, что правительство КНР разработало план строительства транспортного тоннеля под проливом, который соединит города Фучжоу и Тайбэй. В зависимости от места строительства тоннеля его длина составит от 127 до 207 км, причём независимо от конечного варианта это будет самый длинный подводный железнодорожный тоннель в мире.
Идея туннеля обсуждалась на протяжении всего XX века, но к этому имелись сложности — тоннель должен пересекать две зоны сейсмических разломов и чтобы сделать его безопасным, он должен погрузиться как минимум на 200 м ниже морского дна (пока что так глубоко не строил еще никто на планете). КНР подготовила все для начала реализации проекта, когда это станет возможным с политической точки зрения; также, необходимо привлечь инвесторов, которые готовы вложить в проект почти 80 млрд долл.

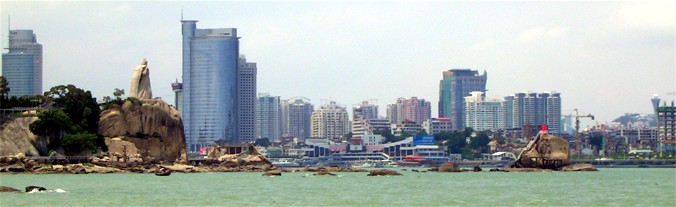
Гавань Сямыня

## Интересные факты
- В мае 2007 года впервые в истории группой пловцов была предпринята попытка переплыть Тайваньский пролив[9].